# 94 Кита
94 Кита (лат. 94 Ceti) — двойная звезда, которая находится в созвездии Кита на расстоянии около 73 св. лет от нас. Вокруг звезды обращается, как минимум, одна (неподтверждённая) планета.

## Характеристики
94 Кита состоит из двух звёзд главной последовательности, обращающихся вокруг общего центра масс на расстоянии около 151 а. e. друг от друга. Полный оборот они совершают за 1470 лет. Ранее предполагалось наличие третьего компонента, однако оказалось, что у компонента А есть планета-гигант.

### 94 Кита А
Компонент А представляет собой жёлто-белый карлик главной последовательности, его масса составляет 1,3 массы Солнца, а размер — 1,05 солнечного диаметра. Светимость звезды приблизительно равна 4,46 светимости Солнца. Содержание тяжёлых элементов в составе звезды немного превышает солнечное: около 169 %. Температура поверхности, характерная для звёзд данного класса, составляет 6160 градусов по Кельвину. Возраст светила оценивается приблизительно в 4,3 млрд лет, что близко к возрасту нашего Солнца.

### 94 Кита В
Компонент В относится к классу красных карликов главной последовательности — это довольно маленькая и относительно холодная звезда, её масса и светимость эквивалентна 53 % и 5 % солнечных соответственно.

## Планетная система
В 2000 году группой астрономов было объявлено об открытии юпитероподобной планеты, обращающейся вокруг компонента А. Её масса близка к 1,66 массы Юпитера, она обращается на расстоянии 1,19 а. е. от родительской звезды по вытянутой эллиптической орбите. Полный оборот вокруг звезды планета совершает за 1,2 года или 454 суток.
| Планета | Масса, MJ     | Радиус, RJ | Период обращения, суток | Большая полуось, а. e. | Эксцентриситет |
| ------- | ------------- | ---------- | ----------------------- | ---------------------- | -------------- |
| b       | > 1,69 ± 0,26 | ?          | 535,7 ± 3,1             | 1,428 ± 0,083          | 0,300 ± 0,040  |

## Ближайшее окружение звезды
Следующие звёздные системы находятся на расстоянии в пределах 20 св. лет от 94 Кита:
| Звезда    | Спектральный класс    | Расстояние, св. лет |
| --------- | --------------------- | ------------------- |
| BD−03°534 | G0-1,5V               | 8,1                 |
| 84 Кита   | F7IV                  | 10                  |
| BD−03°592 | F9V                   | 12                  |
| BD+07°459 | G5V                   | 13                  |
| BD−10°525 | F6-8V                 | 15                  |
| γ Кита    | A2-3V / F3-6V / K5-MV | 15                  |
| HR 1249   | F5-6V                 | 18                  |